# Us3
Us3 est un groupe de jazz-rap britannique fondé à Londres en 1991. Leur musique est élaborée à partir de samples des classiques du label Blue Note.

## Biographie
Us3 naît de la rencontre entre Geoff Wilkinson et Mel Simpson, deux musiciens passionnés de jazz. Ils ont l'idée de sampler de vieux morceaux de jazz et de les mixer avec leurs propres compositions.
Ils sortent un premier disque intitulé And The Band Played Boogie chez Ninja Tune, le label de Coldcut. Les dirigeants du label de jazz Blue Note remarquent que la plupart des samples proviennent de leur catalogue. Ils proposent alors à Us3 de signer chez eux en échange d'une absence de poursuites judiciaires. Le groupe obtient ainsi un accès illimité aux archives du label. 
L'album Hand On The Torch, à mi-chemin entre jazz et hip-hop, sort en 1993. Y participent les rappers Tukka Yoot, Kobie Powell et Rahsaan et les jazzmen Gerard Presencer, Dennis Rollins, Tony Remy et Steve Williamson. L'album est précédé par les deux singles Cantaloop (Flip Fantasia) (sample de Cantaloupe Island de Herbie Hancock) et Riddim. Cantaloop (Flip Fantasia) est très diffusé et devient presque disque de platine aux États-Unis. Tukka Yoot's Riddim est utilisé dans le film français de Bertrand Tavernier L'Appât, Ours d'Or du festival de Berlin 1995.
Leur deuxième album Broadway and 52nd sort en 1997, toujours dans le même registre. Suit en 2001 An Ordinary Day in an Unusual Place puis Questions en 2004.

## Membres
- Kobie Powell
- Mel Simpson
- Geoff Wilkinson
- Tukka Yoot
- Rahsaan Kelly

## Discographie
- 1993 Cantaloop (Flip Fantasia) (EP)
- 1993 Hand on the Torch
- 1994 Tukka Yoot's Riddim (EP)
- 1994 I got it goin' on (EP)
- 1997 Broadway & 52nd
- 1999 Flip Fantasia : Hits and remixes
- 2001 An ordinary day in an unusual place
- 2003 The Ultimate Hand on the Torch
- 2004 Questions
- 2006 Schizophonic
- 2007 Say What!?
- 2007 Get Out
- 2009 Stop. Think. Run?
- 2011 Lie, Cheat & Steal